# Vachellia rigidula
Espèce
Synonymes
- Acacia rigidula Benth.[2]
- Acaciopsis amentacea (DC.) Britton & Rose[3]
- Acaciopsis rigidula (Benth.) Britton & Rose[2]

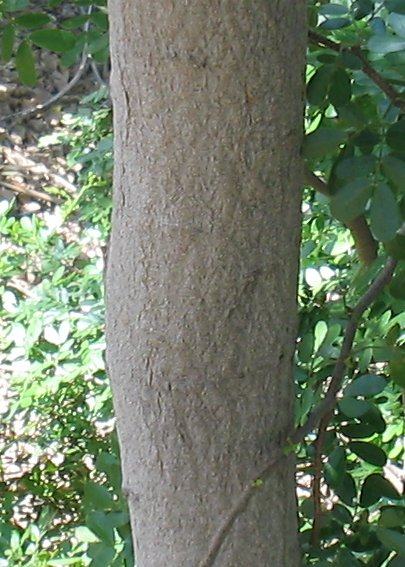
Écorce.

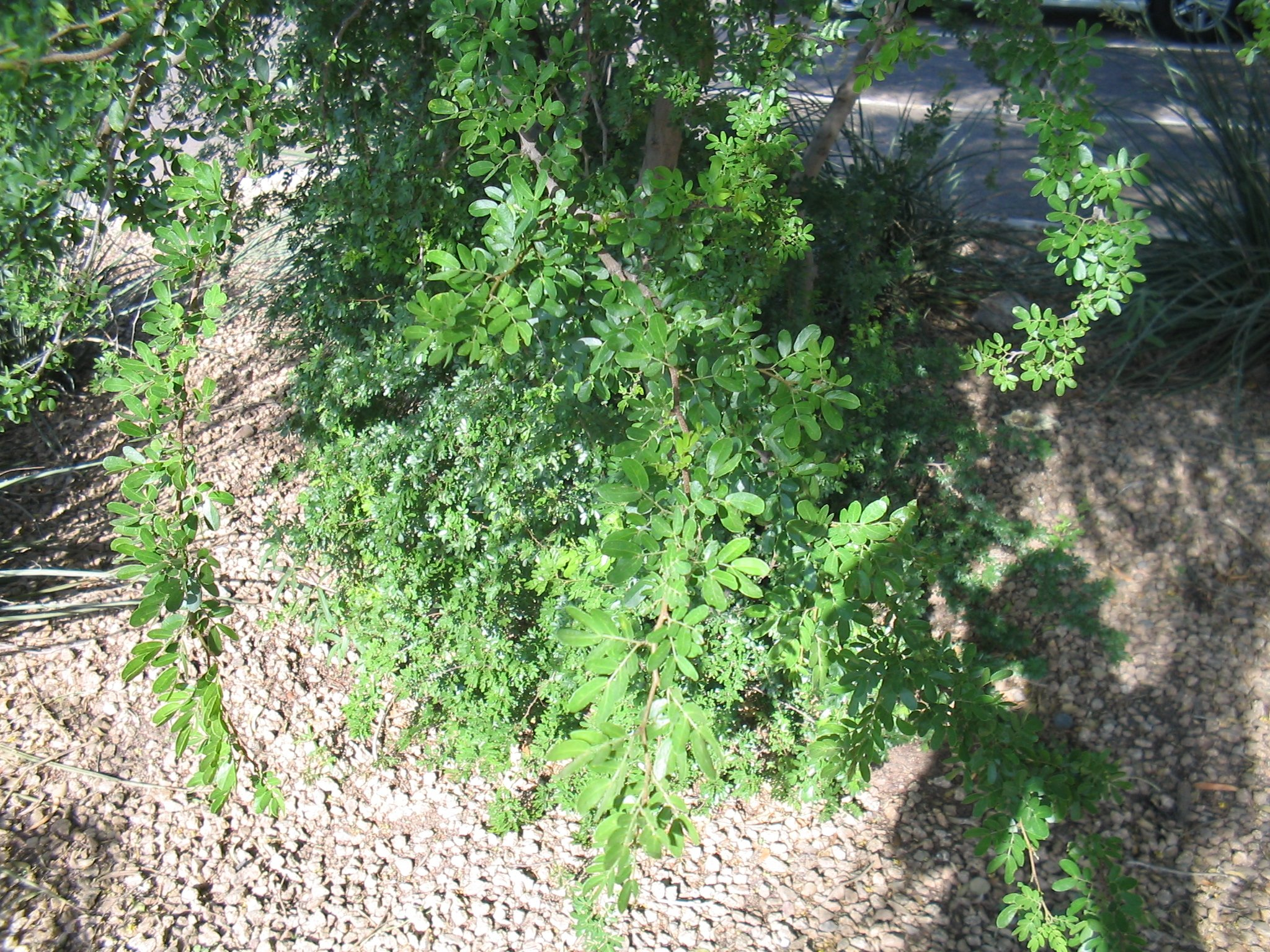
Feuillage.

Vachellia rigidula est une espèce de plantes à fleurs de la famille des Fabaceae. Ce petit arbre a une aire de répartition naturelle qui s'étend du Texas (Sud des États-Unis) jusqu'au centre du Mexique. Cette plante vivace est étroitement liée à l'A. berlandieri mais n'est pas répertoriée comme étant menacée. Il peut atteindre une hauteur de 15 pieds (4,572 m). Ce Vachellia pousse sur sols calcaires.

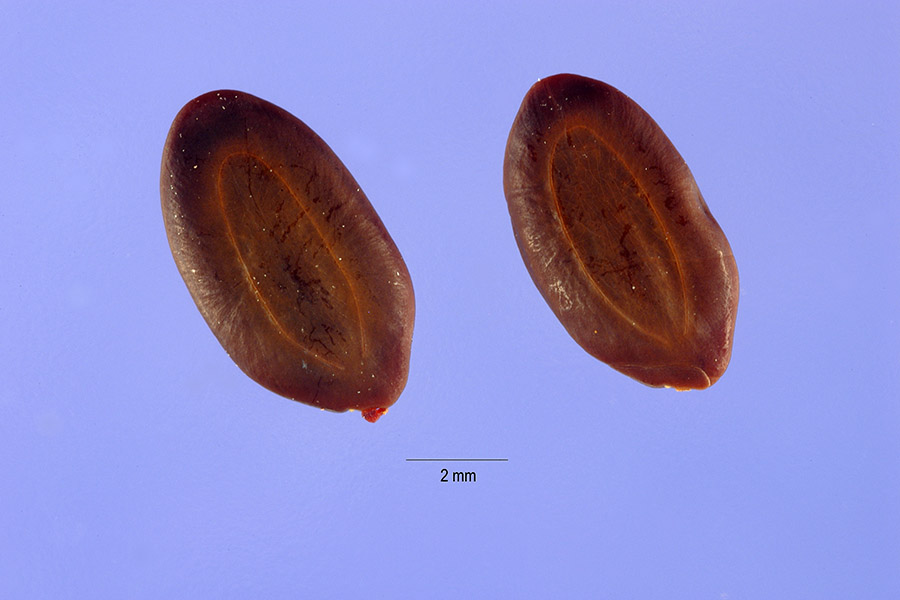
Graines.

## Chimie
Un article de 1998 du journal Phytochemistry indique que les feuilles et l'écorce d'Acacia rigidula (synonyme de Vachellia rigidula) contiennent 40 alcaloïdes et amines, incluant :
- 3,4,5-dihydroxy-phényléthylamine (mescaline déméthylée)[9]
- méthamphétamine
- anhalamine[9]
- bêta-méthyl-phényléthylamine[9]
- catéchine[9]
- diméthyltryptamine – 323.8 ppm au printemps, 568.4 ppm à l'automne[8]
- fisétine[9]
- hordénine[9]
- mescaline[9]
- N-méthyltryptamine – 4.6 ppm au printemps, 54.9 ppm à l'automne[8]
- nicotine[9]
- nornicotine[9]
- phényléthylamine[9] – 2314.6 ppm au printemps, 5264.8 ppm à l'automne[8]
- quercétine[9]
- tyramine[9]
- tryptamine – 0.8 ppm au printemps, 21.2 ppm à l'automne[8]

Ces résultats n'ont jamais été confirmés ou discutés et sont considérés par certains comme improbables. Certaines des phényléthylamines apparemment trouvées étaient auparavant considérées comme inexistantes dans la nature et leur découverte aurait été tout à fait révolutionnaire. Cependant les auteurs de l'étude de 1998 n'ont répondu à aucune demande écrite.

## Utilisations
Il entre dans la composition de compléments alimentaires visant à la perte de poids du fait de ses amines stimulant les récepteurs beta-adrénergiques pour augmenter la lipolyse et le taux métabolique et pour diminuer l'appétit.